# Parkland (Florida)
Parkland város az Amerikai Egyesült Államok Florida államában, Broward megyében. Lakosainak száma 34 670 fő (2020. április 1.).

## Népesség
A település népességének változása:
| Lakosok száma | 23 962 | 28 131 | 34 670 |
|               | 2010   | 2014   | 2020   |